# Espagne au Concours Eurovision de la chanson 2018
L'Espagne est l'un des quarante-trois pays participants du Concours Eurovision de la chanson 2018 qui se déroule à Lisbonne au Portugal. Le pays est représenté par le duo Alfred & Amaia et leur chanson Tu canción, sélectionnés lors du prime Eurovision de l'émission Operación Triunfo le 29 janvier 2018. L'Espagne termine 23e de la finale du Concours, recevant 61 points.

## Sélection
Le diffuseur espagnol RTVE a confirmé la participation du pays le 1er septembre 2017.
Le 4 décembre 2017, il est annoncé pendant la sixième émission du télé-crochet Operación Triunfo que le représentant espagnol à l'Eurovision 2018 sera sélectionné parmi les participants de la saison. Puis, le 20 décembre 2017, RTVE annonce que les cinq finalistes seront également les cinq candidats à la sélection nationale. Il est annoncé le 22 janvier 2017 que le sixième tentera aussi de représenter son pays en tant que duo avec un autre candidat.

### Gala OT a Eurovisión
La sélection du représentant pour l'Eurovision se fera lors du Gala OT a Eurovisión, qui sera diffusé le 29 janvier 2018.
Pour ce prime de sélection, les six meilleurs concurrents de Operación Triunfo 2017 se verront assignés par les professeurs de l'« Académie » neuf chansons : cinq solos, trois duos et une chanson réunissant les cinq finalistes. Seuls les téléspectateurs espagnols décideront de la chanson qui représentera leur pays.

#### Participants
Les participants à la sélection sont les six meilleurs candidats d'Operación Triunfo 2017,. Les cinq premiers auront une chanson en solo, une en duo et une autre en groupe, alors que le sixième ne participera qu'au sein d'un duo. Les participants sont :
- Aitana Ocaña
- Alfred García
- Amaia Romero
- Ana Guerra
- Miriam Rodríguez
- Agoney Hernández

#### Chansons en compétition
Le 23 janvier 2018, les chanteurs ayant fini dans le Top 6 de Operación Triunfo 2017 se sont vu assigner neuf chansons pour l'émission de sélection pour l'Eurovision,. Les cinq finalistes interpréteront une chanson chacun comme artiste solo, trois chansons seront des duos entre candidats (dont le candidat ayant fini en sixième position) et la dernière sera chantée par l'ensemble des finalistes. 
Les chansons candidates ont tout d'abord été sélectionnées par les professeurs de l'Académie. Près de 200 chansons originales ont été évaluées en interne. La chanson Camina a, pour sa part, été écrite par les seize participants de OT 2017 en collaboration avec le directeur musical Manu Guix ; elle sera interprétée par les cinq finalistes.

#### Invités
En plus des performances des artistes en compétition, Luísa Sobral, compositrice de la chanson gagnante de l'Eurovision 2017, a interprété Cupido extrait de son nouvel album. Conchita Wurst – gagnant de l'Eurovision 2014 – a chanté son titre gagnant Rise like a Phoenix, J Balvin a interprété un medley de Machika et Mi Gente, et les participants éliminés d'Operación Triunfo 2017 ont chanté les titres gagnants de l'Espagne à l'Eurovision : La, la, la de Massiel en 1968 et Vivo cantando de Salomé en 1969.

#### Résultats
Après un premier tour de vote, les trois chansons ayant reçu le plus de votes du public seront confrontées à un second tour de votes qui déterminera la chanson et le ou les artistes qui représenteront l'Espagne à l'Eurovision 2018.
Après le premier tour de vote se qualifient les chansons Tu canción, Lo malo et Arde. À l'issue de l'émission, le duo Alfred & Amaia ressort gagnant de cette sélection et représentera l'Espagne avec la chanson Tu canción.
- Vainqueur
- Deuxième
- Troisième
- Dernier

| # | Artiste(s)                                 | Chanson                | Traduction                       | Auteurs-Compositeurs                        | Premier tour | Second tour | Place |
| - | ------------------------------------------ | ---------------------- | -------------------------------- | ------------------------------------------- | ------------ | ----------- | ----- |
| 1 | Aitana, Alfred, Amaia, Ana Guera et Miriam | Camina                 | Marche                           | Les 16 candidats de OT 2017 et Manu Guix    | 1%           | -           | 9     |
| 2 | Aitana                                     | Arde                   | Brûle                            | Alba Reig                                   |              | 31%         | 2     |
| 3 | Agoney et Miriam                           | Magia                  | Magie                            | David Otero, Diego Cantero et Tato Latorre  | 7%           | -           | 5     |
| 4 | Alfred                                     | Que nos sigan la luces | Laissez les lumières nous suivre | Nil Moliner                                 | 3%           | -           | 8     |
| 5 | Aitana et Ana Guerra                       | Lo malo                | Les mauvaises choses             | Morgan, Will Simms et Brisa Fenoy           |              | 26%         | 3     |
| 6 | Amaia                                      | Al cantar              | En chantant                      | Rozalén                                     | 4%           | -           | 7     |
| 7 | Miriam                                     | Lejos de tu piel       | Loin de ta peau                  | Steve Robson, Ina Wroldsen et Diego Cantero | 8%           | -           | 4     |
| 8 | Ana Guera                                  | El remedio             | Le remède                        | Nabález                                     | 5%           | -           | 6     |
| 9 | Alfred et Amaia                            | Tu canción             | Ta chanson                       | Raúl Gómez et Sylvia Santoro                |              | 43%         | 1     |

## À l'Eurovision
En tant que membre du Big Five l'Espagne est qualifiée d'office pour la finale qui aura lieu le 12 mai 2018. Elle s'y classe finalement 23e avec 61 points.